# Эпинуа, Луи II де Мелён
Луи II де Мелён (фр. Louis II de Melun; октябрь 1694, Париж — 31 июля 1724, Замок Шантийи), 8-й принц д’Эпинуа, герцог де Жуайёз — французский аристократ.

## Биография
Сын Луи I де Мелёна, принца д’Эпинуа, и Елизаветы-Терезы де Лоррен, принцессы де Лильбонн.
Барон д’Антуэн, Сизуан, Монльё и Монгийон, граф де Сен-Поль, Сент-Олер и Нешен, бургграф Гентский, первый пэр и наследственный коннетабль Фландрии, сенешаль Эно, маркиз де Бомбек, пэр Брёка, шателен Бапома, наследственный приор Дуэ, сеньор де Вершен, де Тиле, Шато-Блеркье, Эрзель, Мец-ан-Кутюр, Бомес, Бертенкур, Морши, шателении Байёль-ан-Вимё.
Генеральный наместник Пикардии, кампмейстер Королевского конного полка.
Владения Мелёнского дома снова стали предметом спора во время войны за Испанское наследство. В 1708 году, после взятия Лилля, Генеральные штаты временно передали принцу де Линю земли Мелёнов, в том числе сеньорию Антуэн, шателению Лилля и сеньорию Рубе. В этих городах гербы Мелёнов были сбиты и заменены гербами дома де Линь.
11-я и 15-я статьи Утрехтского договора отменяли конфискации, но на практике решить спор оказалось непросто. Антуэн находился в Турнези, вернувшемся под власть императора, а Лилль и Рубе были окончательно признаны французскими. Император и король Франции назначили арбитрами кардинала Рогана и герцога Аренберга, которые в целом решили вопрос в пользу принца Эпинуа, а принц де Линь получил Антуэн.
В октябре 1714 виконтство Жуайёз было возведено жалованной грамотой в ранг герцогства-пэрии. 18 декабря Луи II принес присягу в Парламенте.
Луи II де Мелён погиб в результате несчастного случая во время королевской охоты на оленя в лесу близ замка Шантийи. Настигнув зверя, он получил сильный удар рогами, разорвавший диафрагму и легкое. Королевский хирург не смог его спасти. Принц был погребен в Лилле в доминиканской церкви.

## Семья
Жена (с 23 февраля 1716): Арманда де Латур д’Овернь (28 августа 1697 — 13 апреля 1717), дочь Эммануэля-Теодоза де Латур д’Овернь, герцога Буйонского, и Марии-Арманды де Латремуй. Брак бездетный
В 1719 году вступил в тайный брак со своей любовницей Мари-Анной де Бурбон-Конде (16 октября 1697 — 11 августа 1741), известной, как «мадемуазель де Клермон».
Луи II завещал кузену Жану-Александру-Теодозу (1710—1738), графу де Мелёну, часть земель, которыми имел право распоряжаться. Ему же достался полк и чин кампмейстера. Виконтство Жуайёз перешло к принцу Шарлю де Лоррену, в силу условий брачного контракта принцессы де Лильбонн. Основная часть владений и титулов была завещана сестре Анн-Жюли-Аделаиде, но она умерла еще раньше своего брата, и наследником стал ее старший сын принц де Субиз.